# 作並
作並（さくなみ）は、宮城県仙台市青葉区の大字。郵便番号は989-3431。住民基本台帳に基づく人口は713人、世帯数は404世帯（2025年1月1日現在）。宮城郡作並村、宮城郡広瀬村大字作並、宮城郡宮城村大字作並、宮城郡宮城町大字作並、仙台市大字作並を経て現在の住所となった。ここでは町村制施行以前に存在した作並村についても併せて記述する（詳細は#歴史を参照）。
山形県との県境、奥羽山脈の中にある山村で、江戸時代から作並温泉が位置する。

## 地理

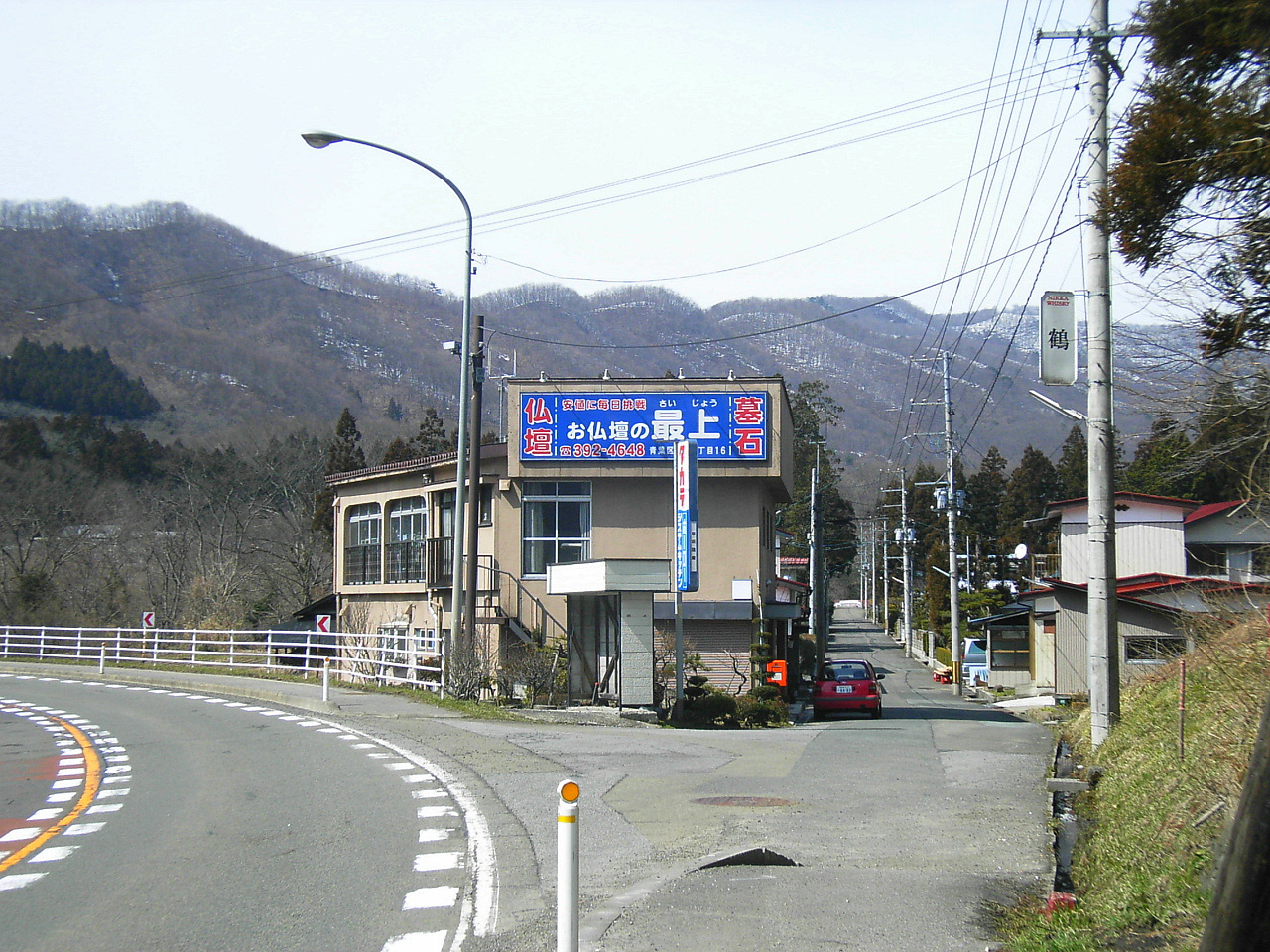
左が現在の国道48号。右が古い街道沿いの作並宿（2006年3月）

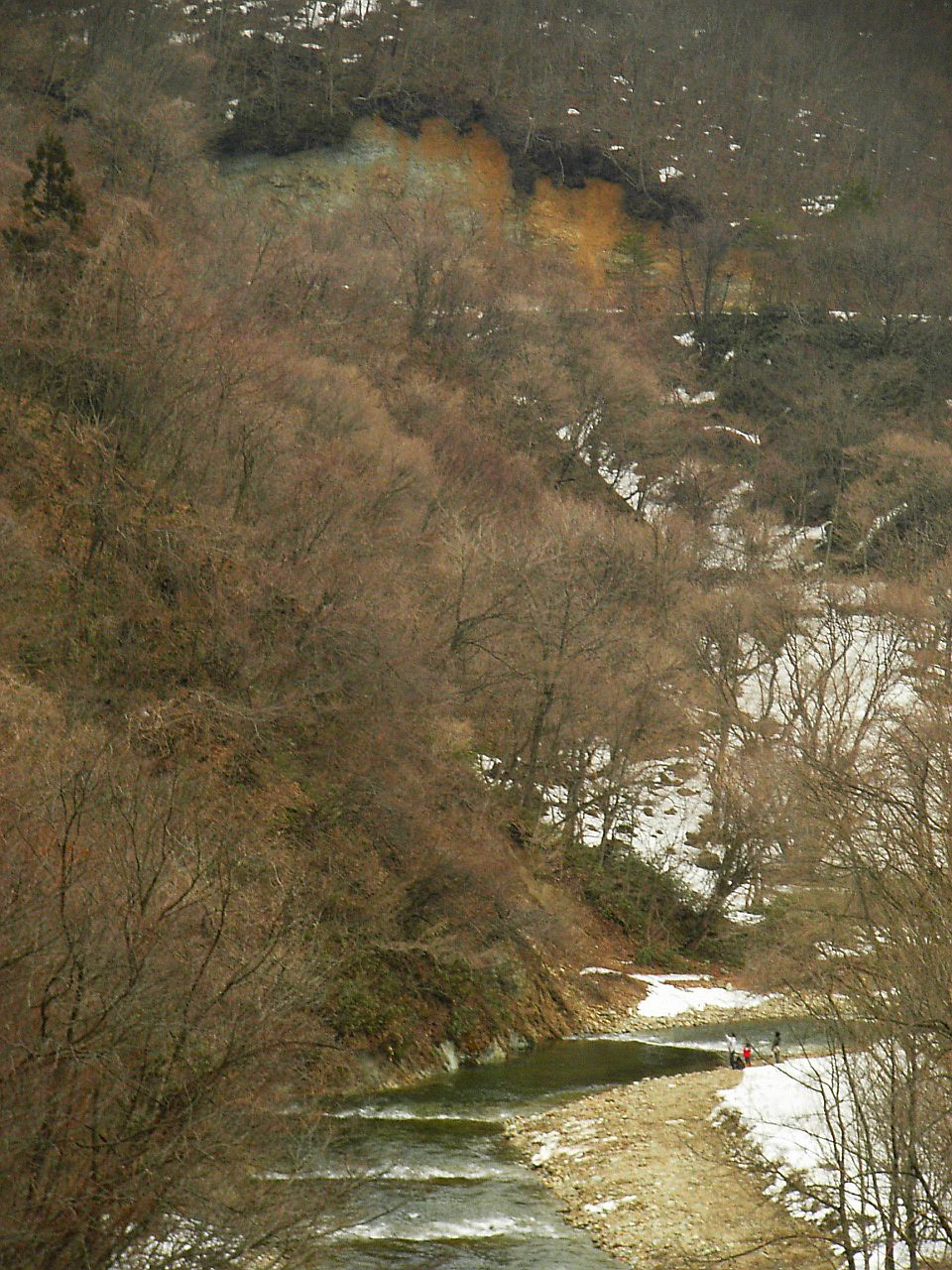
広瀬川と釣り人（2006年3月）

宮城県中部、宮城郡の西端にあり、北西から南東に長い。現在の仙台市青葉区の大字作並とニッカの2地区にあたる。
面積の大部分は奥羽山脈の山地で、北西の関山峠で山形県に通じた。峠付近から広瀬川が流れて東に向かう。広瀬川は江戸時代には作並川といい、作並では作並川、熊ケ根で熊ヶ根川と地名に従って次々名を変えた。作並の東端近くに鳳鳴四十八滝がある。川沿いに国道48号（関山街道、作並街道）が通る。中央部から南東部にかけて細長い河岸段丘があり、集落が点々と連なる。中央部から上流で広瀬川は深い谷を刻み、そこで国道は山の急斜面につけられ、関山トンネルで県境をくぐって山形県に抜ける。
地図上では地区の中央部、集落の連なりからすると北の外れ近くに、作並温泉がある。少し南には江戸時代に宿場町がおかれた壇ノ原という小字があり、宿と通称される。1931年、そこから南東にある相ノ沢という字に作並駅ができると、その周辺に町並みが形成され、作並地区の中心は宿から駅周辺に移った。
南境は新川川で、新川に接する。川の北岸は地理的には新川に近いが、作並の一部である。宮城町の時代にニッカウヰスキーの工場が建てられた新川川と広瀬川の合流点も作並であったが、工場の敷地だけニッカ地区として分離され、現在は「仙台市青葉区ニッカ1番地」である。
作並でもっとも目立つ山は、国道に面する南側に断崖をさらす標高520メートルの鎌倉山である。人里離れた山中に大沼がある。かつて大沼には浮島という島があり、漂って位置を変えることで知られていた。1906年頃に浮島は北岸に付いて動かなくなったという。
- 山 - 水上山、風倉山、鎌倉山(520m) 。
- 川 - 広瀬川、新川川
- 湖沼 - 大沼

## 自然
サクラの品種に、作並に生えていたことから名付けられた「作並菊」がある。

## 歴史
縄文時代の遺跡に、相ノ沢遺跡、鎌倉山遺跡、日向遺跡、川崎遺跡がある。それ以降の遺跡は発見されておらず、平賀館跡まで下る。戦国時代には名取郡に属して伊達氏の勢力圏内にあり、天正16年（1588年）に作並の野伏新左衛門が首3級を伊達政宗に献じて褒美をもらった。この頃宮城郡・名取郡では最上義光領から侵入する小部隊との小競り合いが繰り返されており、これもその一つであったのだろう。
平賀館は江戸時代のはじめに作並宿の北の小さな高地に仙台藩士の平賀源蔵が住んだと伝えられる居館である。源蔵は館のそばに興源寺を作った。
|        | 正保郷帳 （1644年頃） | 元禄郷帳 （1699年頃） | 安永風土記 （1774年頃） | 天保郷帳 （1833年頃） |
| ------ | --------------------- | --------------------- | ----------------------- | --------------------- |
| 田     | 8貫479文              |                       | 10貫412文               |                       |
| 畑     | 16貫792文             |                       | 17貫153文               |                       |
| 村高計 | 25貫271文             | 231石8斗              | 27貫565文               | 293石2斗2升           |

江戸時代の作並村は、一貫して仙台藩伊達氏の支配下にあった。伊達家は宮城郡を三分し、作並村をそのうちの国分荘（国分郷）の管轄に配した。仙台から関山峠に向かう街道に作並宿があり、作並御番所が置かれた。加えて峠の手前に坂下御番所が置かれ、この2箇所が藩境の関所であった。作並宿は1774年（安永3年）には家が15軒まとまって建つ小さな町場をなした。耕地は畑の比率が高かったが水田もあった。しかし農業だけでは生活が成り立たず、村人は農業のかたわら馬を連れ、あるいは自ら荷をかついで、運送で稼ぎを得た。
1882年に関山トンネルが作られ、街道が車馬通行可能に整備された。1887年に仙台に鉄道が通ると、従来の運送では日本海経由で関西方面と強くつながっていた山形は、仙台経由で東京につながるようになり、途中にある作並が賑わった。1889年に作並村は街道沿いの4つの村と合併し、広瀬村の一部になった。旧作並村は作並区となり、区長が置かれた。作並区は後に作並一区と作並二区に分けられた。
1901年に奥羽南線（後の奥羽本線）が福島と山形を結ぶと、運送はこちらに切り替えられ、関山街道の往来は急速に落ち込んだ。交通の要所としての作並の活況もなくなり、薪や木炭を仙台と山形に送りだす山村になった。1931年に仙山線作並駅が開業すると、薪炭輸送も作並温泉への人の入りも便利になった。駅周辺に家が増え、こちらが宿にかわって作並の中心になった。
山深い地だが、その割りに人口減少が進んでいない。自動車の普及、国道48号の整備、仙台市の人口膨張といった条件が重なって東部に住宅が建っている。
- 1874年（明治7年）4月 - 大区小区制の下で第2大区第1小区に属す。
- 1876年（明治9年）11月18日 - 宮城県管内区画変更により第14小区に属す。（『宮城郡誌』による。『宮城町史』によれば8月）
- 1878年（明治11年）10月21日 - 戸長を置いた。管轄は作並村と熊ヶ根村。
- 1882年（明治15年） - 関山隧道開通。
- 1894年（明治17年） - 作並村、熊ヶ根村、上愛子村、下愛子村、郷六村、大倉村、芋沢村に連合戸長を置いた。
- 1889年（明治22年）4月1日 - 町村制施行に伴い広瀬村の一部となる。
- 1931年（昭和12年） - 仙山東線（後に仙山線）の作並駅開業。
- 1955年（昭和30年）2月1日 - 広瀬村が大沢村と新設合併して宮城村となる。
- 1963年（昭和38年）11月3日 - 宮城村が町制を施行し、宮城町となる。
- 1987年（昭和62年）11月1日 - 宮城町が仙台市に編入される。
- 1989年（平成元年）4月1日 - 仙台市に青葉区が置かれ、作並はこれに属することとなる。

## 人口
|                    | 安永3年 （1774年） | 明治8年 （1875年） | 昭和40年 （1965年） | 昭和60年 （1985年） | 平成7年 （1995年） | 平成12年 （2000年） | 平成18年 （2006年） |
| ------------------ | ------------------ | ------------------ | ------------------- | ------------------- | ------------------ | ------------------- | ------------------- |
| 人頭               | 22人               | -                  | -                   | -                   | -                  | -                   | -                   |
| 家数・戸数・世帯数 | 34軒               | 42戸               | 258世帯             | 574世帯             | -                  | 494世帯             | 499世帯             |
| 人口               | 348人              | 310人              | 1257人              | 1337人              | 1376人             | 1217人              | 1133人              |
| 馬                 | 45頭               |                    |                     |                     |                    |                     |                     |

## 産業
|        | 面積(a) | 比率 |
| ------ | ------- | ---- |
| 田     | 2,508   | 20%  |
| 畑     | 1,555   | 31%  |
| 樹園地 | -       | -    |
| 草地   | 7.944   | 60%  |
| 計     | 12,395  |      |

山林面積が広いため、林業が江戸時代から重要であった。ただしその時代には伊達家がここに嶽山御林、ふとう原（不動原）御林、大鳥屋御林の三つの直轄林をおいたため、村人が利用できる範囲は狭かった。江戸時代後期から20世紀前半までは仙台と山形に盛んに薪炭を送り出した。
耕地は広瀬川と新川川の河岸段丘に限られ、川にそって細長く分布する。
江戸時代に開湯された作並温泉には、7、8軒のホテル・旅館が立ち並ぶ。伝統産業として、作並こけしの製造があり、広瀬川にかかる作並橋の東にある平賀こけし店で作る。

## 交通

### 鉄道
広瀬村の頃の1931年に、仙台駅から西に伸びる仙山東線が作並駅まで延伸した。この路線は1937年に山形から伸びる仙山西線と手を結び、仙山線と改称した。仙台市に属するようになった1987年に、地区の東南端に西仙台ハイランド駅が設置されたが、仙台ハイランドまで芋峠を越えて3キロメートルある不利な立地のため2014年3月14日限りで廃止となった。作並温泉まで国道48号沿いに2キロメートル離れている作並駅にも似た事情があり、全盛期と比べて列車本数、利用者数ともに大きく減っていた。

### 道路

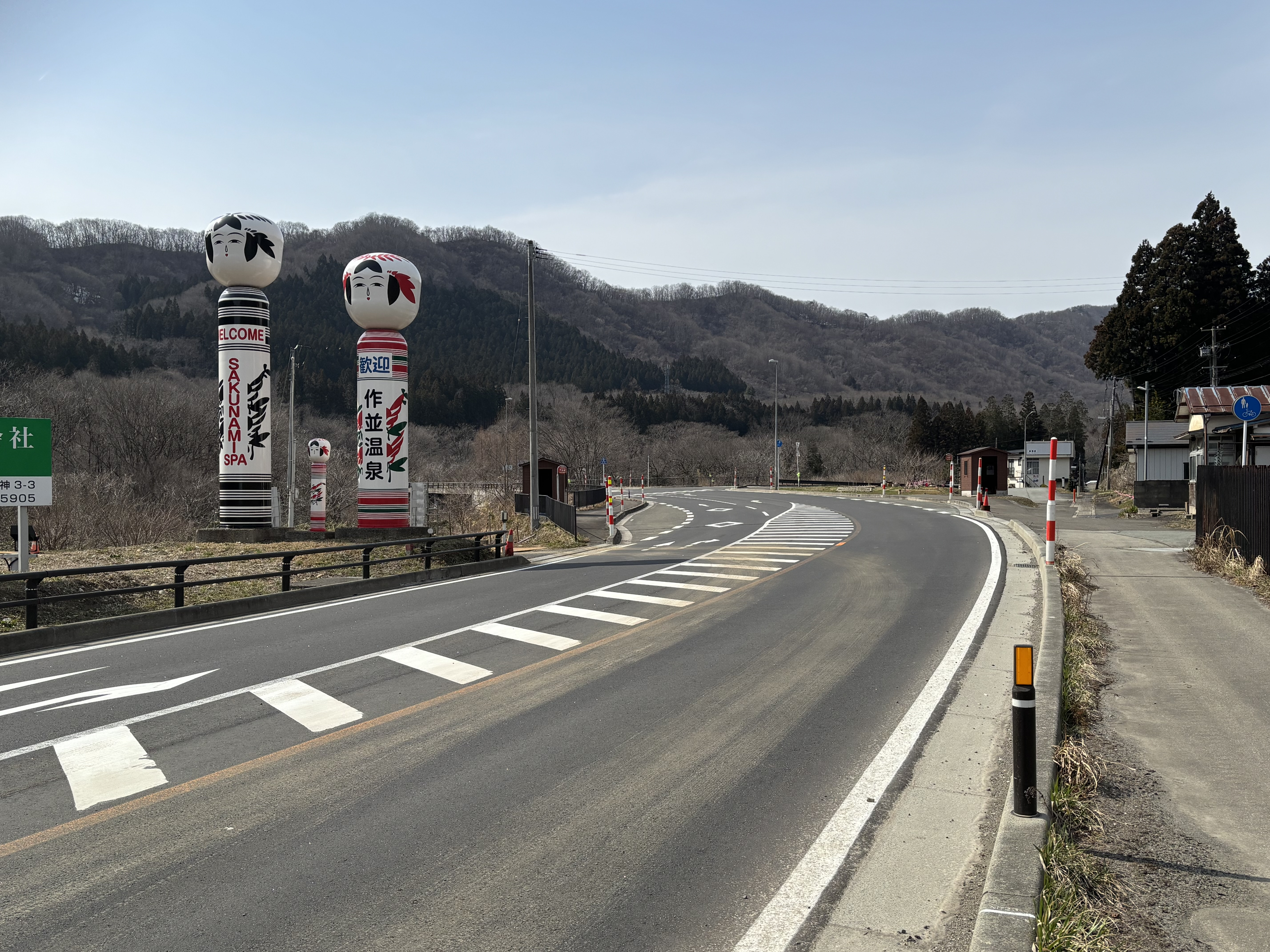
青葉区作並における国道48号

主要な道路は北西で関山峠から山形に、東南で鎌倉山の麓から仙台に通じる国道48号である。作並街道、関山街道ともいう。作並宿はこの街道に仙台藩が置いた宿場町であった。18世紀の後半には村内の街道に橋は2箇所しかなく、歩いて渡る所が多かったが、明治時代の初めまでに簡素ながら橋が架けられた。しかしながら関山峠越えが険しかったため、仙台・山形間の交通には南まわりの笹谷街道が主に用いられていた。
1882年開通の関山トンネルでこの状況は一変した。前後して関山街道が馬車が通行可能な傾斜と幅に改められ、関山街道は仙台・山形間の主要街道になった。しかし山形に鉄道が通って東京に直結するようになると、関山街道の利用価値は減った。
20世紀後半にトラック輸送が盛んになると、関山街道の後進である国道48号の交通量は再び増加した。1968年に新しい関山トンネルが開通した。2006年現在、作並地区内では片側1車線、計2車線だが交通量は多い。国道沿いには作並除雪ステーションと作並車輛検測所がある。
- 国道48号

## 教育
作並には1873年に作並小学校が置かれたが、1887年に廃止されて分教場に格下げになった。1948年にもう一度新設されて2009年現在に至る。中学校以上が置かれたことはない。
- 仙台市立作並小学校

## 宗教

### 寺院
江戸時代の作並村には寺院として興源寺があり、仏堂として薬師堂があった。いずれも2006年現在まで残り、他に烏不動と2つの寺がある。
桧倉山興源寺は、曹洞宗明峰派に属し観世音菩薩を本尊とする。寺の伝えでは伊達家の家臣平賀源蔵が建て、仙台の竜泉院十八世武山正芸を開基とする。壇ノ原（宿）に所在したが、1959年（昭和34年）8月に北子原に引っ越した。
薬師堂は穴薬師とも呼ばれ、新川川下流北岸の岩谷堂という地区にある。地名は岩をうがってつくった薬師堂から生まれたものであろう。広瀬川と新川川にはさまれた東西に長い地区は、その中央に東西に走る稜線によって分けられる。その山の南面の岩壁に方形に穿ち、十二体の木の仏像を置いたのが、穴薬師である。
1959年（昭和34年）に関山峠の登り口に鶴林山関山院が開かれたが、1984年（昭和59年）に火災に遭ってなくなった。岩谷山崇高院は比較的新しい寺院で、岩谷堂地区にある。場所は薬師前から西に入った奥である。作並温泉から上流に入った広瀬川左岸（東岸）、新作並橋をわたったところに、慈光院がある。（寺院らしいが詳細は不明）
- 桧倉山興源寺
- 岩谷山崇高院烏不動明王
- 慈光院
- 薬師堂（穴薬師）
- （鶴林山関山院）
- （中沢山光西寺）

### 神社
1772年頃の作並村には山神社、稲荷社、日月社、葉山権現社があり、明治時代には八幡神社、大伊勢沢神社、山神社、稲荷神社、葉山神社があった。20世紀以降、八幡神社と日月神社は一緒に祀られており、おそらくは江戸時代も同様であろう。
これらのうち八幡神社が1875年（明治8年）3月15日に村社になった。作並村が広瀬村の一部になってから、1919年（明治22年）5月17日に広瀬村の神社はみな村内の上愛子にある諏訪神社に合祀された。内務省の神社合祀政策によるもので、公的にはこのとき作並の神社は全廃された。しかし地元の人は日月・八幡神社の祭祀を絶やさず、2006年現在に至る。
後に作並温泉に湯神神社が作られた。また、同じく作並温泉の一の坊ホテルが門の前の植え込みの中に温泉神社という小さな社を作って祀り、2006年現在の作並には3つの神社がある。
- 八幡神社・日月神社
- 湯神神社
- 温泉神社
- （大伊勢沢神社）
- （山神社）
- （稲荷神社）
- （葉山神社）

### その他
松緑神道大和山は、青森県で生まれた神道系の宗教で、作並にその支部がある。
世界基督教統一神霊協会は、文鮮明が韓国で始めたキリスト教系の宗教で、作並に研修所を持つ。敷地の入り口には「作並研修所」とだけ記した看板が掲げられている。
- 松緑神道大和山宮城作並支部
- 世界基督教統一神霊協会作並研修所

### 名所・名産・観光
- 作並温泉
- 作並こけし
- 鳳鳴四十八滝